# Досо - Чапанико (Сондрио)
Досо - Чапанико је насеље у Италији у округу Сондрио, региону Ломбардија.
Према процени из 2011. у насељу је живело 54 становника. Насеље се налази на надморској висини од 980 м.